# براين راميريز
براين راميريز (مواليد 29 أغسطس 2000)، هو لاعب كرة قدم أرجنتيني يلعب كلاعب وسط يلعب حالياً في نادي خورفكان.
مثل نادي بانفيلد في الفئات السنية و لعب بعدها في الإمارات مع نادي حتا ونادي كلباء ونادي خورفكان.

## روابط خارجية
براين راميريز على موقع قاعدة بيانات كرة القدم.إي يو (الإنجليزية)
- براين راميريز على موقع Soccerway.com (الإنجليزية)

لم يتم العثور على روابط لمواقع التواصل الاجتماعي.